# José Antônio Peruzzo
José Antônio Peruzzo (Cascavel, 19 de abril de 1960) é um sacerdote católico brasileiro, atual Arcebispo Metropolitano de Curitiba.

## Biografia
Filho mais velho de Angelo e Lourdes Peruzzo, José Antonio Peruzzo estudou Filosofia e Teologia em Curitiba e, antes de optar definitivamente pela vida sacerdotal, chegou a ser aprovado no vestibular para o curso de Medicina. É Mestre em Ciências Bíblicas pelo Pontifício Instituto Bíblico e Doutor em Teologia Bíblica pela Pontifícia Universidade São Tomás de Aquino, ambas de Roma.
Sua ordenação presbiterial ocorreu no dia 22 de dezembro de 1985, na Catedral Nossa Senhora Aparecida, de Cascavel.
Como padre, Peruzzo desenvolveu importantes trabalhos nos seminários Nossa Senhora de Guadalupe e São José, em Cascavel, e também como vigário na Catedral de Nossa Senhora Aparecida.

## Episcopado

### Diocese de Palmas-Francisco Beltrão
Em 24 de agosto de 2005 foi nomeado bispo de Palmas-Francisco Beltrão, pelo Papa Bento XVI.
Recebeu a ordenação episcopal no dia 23 de novembro de 2005, na Catedral Nossa Senhora Aparecida, Arquidiocese de Cascavel, pelas mãos de Dom Armando Círio, Arcebispo Emérito de Cascavel, coadjuvado por Dom Lúcio Ignácio Baumgaertner, Arcebispo de Cascavel, e Dom Frei Agostinho José Sartori, Bispo Emérito de Palmas-Francisco Beltrão.
Fez sua entrada solene na Co-Catedral Nossa Senhora da Glória, em Francisco Beltrão, no dia 9 de dezembro de 2005. No dia 11 de dezembro do mesmo ano entrou solenemente na Catedral Senhor Bom Jesus da Coluna, em Palmas.

### Arquidiocese de Curitiba
No dia 7 de janeiro de 2015, o Papa Francisco nomeou Dom José Antônio Peruzzo arcebispo metropolitano de Curitiba, com posse no dia 19 de março, na Catedral Basílica Menor Nossa Senhora da Luz dos Pinhais.
Em dezembro de 2015, Dom Peruzzo foi condecorado com a Ordem Estadual do Pinheiro, a mais alta comenda do Estado. Recebeu o título de Cidadão Honorário de Curitiba em 2018.

### CNBB
Dom José Peruzzo exerceu a função de bispo referencial da Pastoral da Pessoa Idosa da CNBB e Bispo referencial da Catequese no Regional Sul 2 do Paraná.
Em 08 de maio de 2019, durante a 57ª Assembleia Geral dos Bispos do Brasil, foi reeleito Presidente da Comissão Episcopal Pastoral para a Animação Bíblico-Catequética.

### Lema episcopal
Seu lema é Facite Discipulos Docete (Fazei discípulos... ensinai)

### Ordenações
Dom Peruzzo foi o principal ordenante dos seguintes bispos:
- Dom Agenor Girardi, Bispo Diocesano de União da Vitória
- Dom Geremias Steinmetz, Arcebispo Metropolitano de Londrina
- Dom Ricardo Hoepers, Bispo Auxiliar de Brasília
- Dom Amilton Manoel da Silva, Bispo Diocesano de Guarapuava
- Dom Adenis Roberto de Oliveira, Bispo Auxiliar de Curitiba

Foi concelebrante da ordenação episcopal de:
- Dom Nélio Domingos Zortea, Bispo de Jataí
- Dom Francisco Cota de Oliveira, Bispo Auxiliar de Curitiba
- Dom Walter Jorge Pinto, Bispo de União da Vitória
- Dom Reginei José Modolo, Bispo Auxiliar de Curitiba
- Dom Evandro Luis Braun, bispo de Campo Mourão